# Orée d'Anjou
Orée d'Anjou è un comune francese del dipartimento del Maine e Loira nella regione dei Paesi della Loira.
È stato creato il 15 dicembre 2015 dalla fusione dei preesistenti comuni di Champtoceaux, Bouzillé, Drain, Landemont, Liré, Saint-Christophe-la-Couperie, Saint-Laurent-des-Autels, Saint-Laurent-des-Autels, Saint-Sauveur-de-Landemont e La Varenne.
Il capoluogo è la località di Champtoceaux.